# Барнтруп
Барнтруп (нім. Barntrup) — місто в Німеччині, знаходиться в землі Північний Рейн-Вестфалія. Підпорядковується адміністративному округу Детмольд. Входить до складу району Ліппе.
Площа — 59,46 км2. Населення становить 8501 ос. (станом на 31 грудня 2020).

## Географії

### Адміністративний поділ
Місто  складається з 5 районів:
- Альфердіссен
- Барнтруп
- Зоммерзелль
- Зельбек
- Зоннеборн